# Eddy Barea
Eddy Barea (Genève, 10 november 1973) is een Zwitsers voormalig voetballer die speelde als verdediger.

## Carrière
Barea maakte zijn profdebuut voor CS Chênois, hij speelde er één seizoen en trok naar Servette Genève. In Genève speelde hij tot in 1999 en won met hen twee keer de landstitel in 1994 en in 1999. Hij trok voor een seizoen naar FC Lugano en daarna naar Neuchâtel Xamax waar hij tot in 2006 speelde. Hij speelde nog één seizoen bij Servette alvorens te stoppen met voetballen.
Hij was jeugdinternational voor Zwitserland.

## Erelijst
- Servette Genève
  - Landskampioen: 1994, 1999